# گرتی کوری
گرتی کوری (انگلیسی: Gerty Cori؛ زاده ۱۵ اوت ۱۸۹۶ درگذشته ۲۶ اکتبر ۱۹۵۷) زیست‌شیمی‌دان اهل ایالات متحده آمریکا بود. او سومین زن در جهان و اولین زن آمریکایی بود که در یک رشته علمی جایزه نوبل گرفت. او اولین زنی بود که جایزه نوبل فیزیولوژی و پزشکی گرفت.

## زندگی‌نامه
کوری در پراگ (در امپراتوری اتریش-مجارستان، اکنون جزو جمهوری چک) به دنیا آمد. او در زمانی رشد کرد که زنان در رشته‌های علمی به حاشیه رانده‌شده بودند و فرصت‌های تحصیلی کمی برای آنها فراهم بود، او اجازه ورود به مدرسه پزشکی را بدست آورد. در آنجا با همسر آینده‌اش کارل فردیناند کوری آشنا شد. آنها در سال ۱۹۲۰ بعد از فارغ‌التحصیلی ازدواج کردند. به خاطر اوضاع رو به وخامت اروپا، زوج کوری در سال ۱۹۲۲ به آمریکا مهاجرت کردند. گرتی کوری با همکاری با کارل در آزمایشگاه به پزشکی علاقه‌مندتر شد.